# Géographie régionale
La géographie régionale étudie un ensemble de caractéristiques (démographiques, sociales, économiques, politiques, climatologiques, physiques...) 
et a été appliquée à des échelles très diverses. La région considérée peut être formée d’un ou plusieurs États, d’un territoire (sous-ensemble) de l'État, ou une localité donnée.

## Evolution
La région a longtemps été au centre de l’analyse géographique. Paul Vidal de la Blache publie, en 1903, le Tableau de la géographie de la France. Il décrit une série de « pays », et affirme que les différences régionales sont liées à des différences d’ordre naturel (morphologie surtout) : géographie physique et géographie humaine sont liées. Cet ouvrage fonde l’école de géographie française (classique) et l’analyse régionale : la région est considérée avant tout comme une région naturelle, où le milieu physique a une influence déterminante sur les activités humaines.
La géographie régionale découpe alors (sur des critères physiques) l’espace en de nombreuses régions, souvent indépendantes des limites administratives, qui donnent lieu chacune à des études détaillées (monographies régionales). Cette conception est dominante en France jusqu’aux années 60. 
Une première limite de cette approche est l’existence de « régions humaines », dont l’unité n’est pas liée au milieu naturel, mais à l’histoire ou à l’influence d’un pôle urbain dominant. 
Une autre limite provient de la circulation accrue de personnes et de marchandises, avec l’ouverture des frontières et la mondialisation. La géographie régionale classique ne suffit plus à décrire toutes  les réalités locales.

## Types de régions
Plusieurs critères coexistent pour définir les régions qui ont fait l'objet d'études de géographie régionale. En fait, le concept même de région porte encore plusieurs sens.

### Régions homogènes
Les régions naturelles sont décrites comme des régions homogènes, selon un ou des critères physiques (naturalistes).
Dans les régions historiques, l’unité vient d’une histoire commune, même si elles présentent des paysages divers (tel le Pays basque). La présence d’une langue régionale renforce souvent le sentiment régionaliste. Une région historique peut être reflétée, ou non, par les limites administratives actuelles.
Certaines régions urbaines sont aussi des régions homogènes (telle la Ruhr), guère polarisées.

### Régions polarisées (par un centre)
Les régions polarisées sont organisées autour d’un centre, ou pôle, ce qui n’est pas forcément le cas des régions homogènes. On observe dans les régions polarisées une hiérarchie entre un pôle (urbain) principal, des pôles secondaires et les campagnes, avec des complémentarités et interdépendances.
L’attraction de la ville principale y a organisé l’espace environnant, selon l’importance de la ville et la distance : on dit que la ville polarise l’espace. Cette idée est à l’origine de la création des métropoles régionales chefs-lieux de région, conçues comme métropoles d’équilibre lors de la création des régions françaises au XXe siècle.

## Détermination des limites régionales
La géographie physique a proposé des limites « naturelles » telles que mers, montagnes, fleuves ou rivières vus comme barrières. Par ailleurs, dès le XVIIIe siècle, le bassin des fleuves (bassin hydrographique) a pu servir de critère régional indépendant des limites administratives. 
La géographie humaine a diversifié les approches. Suivant le concept de région défini, les limites régionales aujourd'hui utilisées peuvent être d'ordre administratif, historique, religieux ou encore culturel.